# Палестринська П'єта

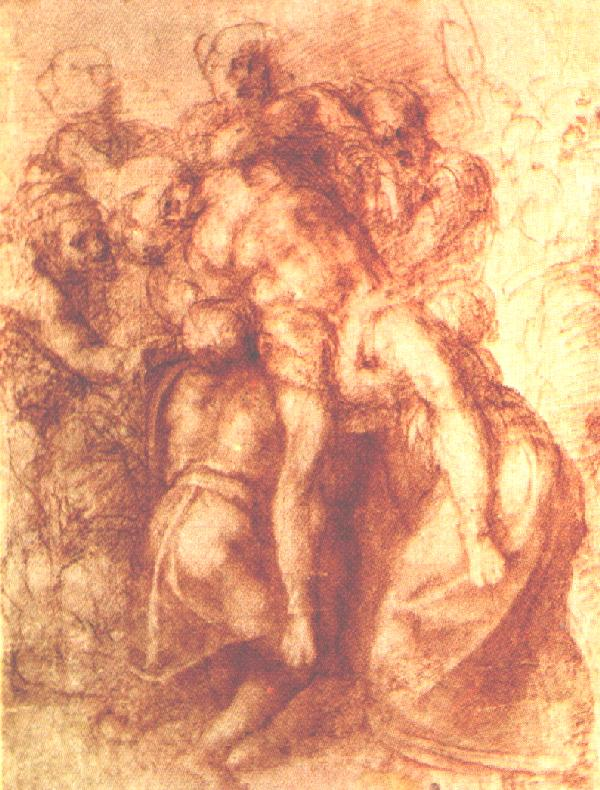
Ескіз «Зняття з хреста». Оксфорд

«Палестринська П'єта» (італ. Pietà di Palestrina) — мармурова скульптура, яка датується приблизно 1555 роком, і зберігається в Галереї Академії у Флоренції. Раніше вона приписувалася Мікеланджело Буонарроті, але тепер вважається завершеною кимось іншим, можливо Нікколо Менґіні (італ. Niccolò Menghini) чи Лоренцо Берніні. Відповідно до самої Галереї, «приписування Майстру [авторства скульптури] є дещо контраверсійним».

## Історія
За деякими джерелами статуя була зроблена у 1556 році. Робота була у кімнаті церкви Санта-Розалія у Палестрині, нею володів рід Барберіні (італ. Barberini).
Початкове місцезнаходження твору невідоме, та про це існують суто спекулятивні гіпотези. Наприклад, Романеллі (1967) пов'язав це з дружбою між Мікеланджело та Вітторією Колонною, сім'я якої володіла Палестриною в XVI столітті; натомість Ґраньє (італ. Granier) вважав, що статуя прибув до міста через Фарнезький дім, який володів феодом із сорокових років XV століття. Ще інші посилаються на новини про «П'єту» Мікеланджело, знайдену в Римі в XVII столітті, і яка пізніше опинилася у Палестрині, однак, у 1655 році дуже точний Йосефус Марія Суаресіус не згадував про цей твір.
У 1939 році статую придбав фашистський режим через пожертвування Ґасліні (італ. Gaslini) і призначений для Галереї Академії, де вже була колекція робіт Мікеланджело, зібраних навколо статуї «Давида». Скульпутра зберігається у Галереї з 1940.

## Опис
Ця статуя зображує групу з трьох фігур, одна з яких є тіло Ісуса Христа. Тіло важке, його основну масу тримає Іван Богослов, розташований ззаду, а підтримує зліва Марія.
Робота вирізьблена зі стародавнього блоку, який, можливо, виконував роль антаблементу, з частиною попереднього декору, яка все ще видна на зворотній стороні.

## Авторство
Авторство Мікеланджело вперше приписали у першій половині XVIII столітті, [1756] року, історик Чекконі (італ. Cecconi) у своїй «Історії Палестрини» (італ. Storia di Palestrina) написав про неї «боцетто [ескіз] знаменитого Буонарроті» (італ. abbozzo del celebre Buonarroti) в похоронній каплиці кардинала Антоніо Барберіні всередині церкви Санта-Розалія в Палестрині. Відсутні раніші обговорення цієї роботи, що типово для інших робіт Мікеланджело.
Першим сучасним критиком, який опублікував про твір та підтвердив авторство Мікеланджело, був Альберт Ґреньє (італ. Grenier) в 1907 році в «Gazette des Beaux-Arts» (укр. Художній вісник), встановивши датування близько 1550 року. Гіпотезу прийняли Вельфлін (нім. Wölfflin), Васньє (фр. Vasnier), Валлерстайн (нім. Wallerstein), Бертіні (італ. Bertini), Бріон (фр. Brion), Дженґаро (італ. Gengaro), Кларк (англ. Clark), Вентурі, Чеккі (італ. Cecchi), Боттарі (італ. Bottari), Карлі та Тоеска. Запропоновані дати майже завжди коливалися між 1550 і 1559 роками, близькими до двох інших п'єт старості — «П'єта Бандіні» та «П'єта Ронданіні», а також до екскіза зі «Зняттям із хреста» (Оксфорд).
Однак існували серйозні сумніви щодо авторства твору, по суті, пов'язані з виконавськими розбіжностями в самій роботі (такі як диспропорційність ніг Христа, певна важкість і прямокутний контур групи) і відсутність джерел. Серед скептично налаштованих істориків мистецтва були Тод, Беренсон, Штайнман (нім. Steinmann), Анні Е. Попп (італ. Anny Edeltrauth Popp), фон Айнем (нім. von Einem), Віттковер, де Тольнай і Сестрієрі (італ. Sestrieri).
Компроміс запропонували деякі дослідники (Руссолі (італ. Russoli), Ґрассі (італ. Luigi Grassi)), які вважали, що ідея могла бути Мікеланджело, але реалізована кимось іншим; Алессандро Парронкі також згадав ім'я Франческо да Санґалло, який міг би вирізьбити твір на емоційній хвилі «П'єти Бандіні»: насправді деякі аналогії випливають з останньої, як-от м'язистий торс Христа, з двома вузькими смужками тканини (одна на лобку), опора ззаду (також присутня на малюнку «П'єти для Вітторії Колонни»), друга фігура (Магдалина?) збоку.
Хоча деякі риси фізіономіки узгоджуються з іншими роботами Мікеланджело, певна диспропорція ніг Христа, наприклад, порівняно з рештою фігури, свідчить про можливого невстановленого учня чи наслідувача. Також є нетипова м'якість різьблення і м'якість рельєфу.
Вже наприкінці XX столітті її почали приписувати можливо Нікколо Менґіні (італ. Niccolò Menghini) чи навіть Лоренцо Берніні.

## Виноски
1. 1 2  Journal of the Royal Society of Arts. 117. Society. 1970.
2. 1 2  Rudolf Wittkower; Joseph Connors; Jennifer Montagu (1999) [1958]. Art and Architecture in Italy, 1600-1750. Т. 2. Yale University Press. с. 179. ISBN 0-300-07889-7.
3. ↑  Accademia Gallery - David by Michelangelo - Florence.
4. ↑  Nicholas Wadley (1974). Michelangelo. Castle Books. с. 96. ISBN 9780890090091.
5. ↑  La Pietà di Palestrina: la più celebre opera “non di Michelangelo” (італ.).
6. ↑  Polo Museale Fiorentino - Catalogo delle opere. www.polomuseale.firenze.it. Процитовано 22 серпня 2022.
7. ↑  Web Gallery of Art, searchable fine arts image database. www.wga.hu. Процитовано 22 серпня 2022.
8. ↑  Angelo Tartuferi; Fabrizio Mancinelli (2001). Michelangelo. Pittore, scultore, architetto (італ.). с. 25. ISBN 9788887654639.
9. ↑  Grenier, Albert (березень 1907). Traduzione di Andreina Mancini e Paolo Pianigiani. adottaunoperadarte.it (італ.). Gazette des Beaux-Arts. Процитовано 22 серпня 2022.